# Jelcz M125M
Jelcz M125M (nazwa handlowa do 2001 r. Dana, potem Vecto) – dwunastometrowy, pierwszy w pełni niskopodłogowy autobus w całości zaprojektowany przez konstruktorów Z.S. Jelcz S.A. w Jelczu-Laskowicach (tym samym pierwszy polski autobus w 100% niskopodłogowy). Był produkowany w latach 1998-2006, pozostawał w ofercie firmy Jelcz do 2008 roku.

## Historia modelu
Produkcja nowego modelu ruszyła w 1998 roku. Była to całkowicie nowa konstrukcja, niebazująca technicznie na żadnym pojeździe wcześniej produkowanym przez ZS Jelcz. Autobus otrzymał nowo zaprojektowaną ścianę tylną oraz przednią wykonaną z tworzywa sztucznego z dużą panoramiczną szybą, pod którą umieszczono również wyświetlacz informacyjny. Do napędu posłużył silnik MAN D0826 LUH12 o mocy maksymalnej 220 KM, współpracujący ze skrzynią biegów Voith D851.3 lub ZF 5HP500. Moc przekazywana jest na tylny most portalowy ZF AV-132, z przodu zastosowano oś portalową Jelcz 65N, znaną z innych niskopodłogowych i niskowejściowych modeli Jelcza. W wyposażeniu standardowym znalazł się pulpit VDO oraz szyna informacyjna typu CAN.
W 2001 roku przeprowadzono modernizację tego pojazdu. Zastosowano silnik MAN D0836 LUH02 spełniający normę czystości spalin Euro-3, zmniejszono wysokość szyby czołowej, wydzielając tym samym miejsce na wyświetlacz informacyjny, zastosowano układ hamulcowy z tarczami na wszystkich osiach, zlikwidowano podesty w przedniej części pojazdu oraz przeniesiono zbiornik paliwa na prawe przednie nadkole. Od tego momentu pojawiła się możliwość zastosowania reflektorów projektorowych oraz dzielonej szyby czołowej.
W 2003 roku zaprezentowano wersję tego autobusu zasilaną gazem CNG. Model ten uzyskał oznaczenie Jelcz M125M/4 CNG i obecnie jest eksploatowany przez MPK Rzeszów.
Ostatnie egzemplarze modelu M125M zostały zbudowane w 2006 roku. Oficjalne zakończenie produkcji nastąpiło w październiku 2008 roku.  
Łącznie wyprodukowano zaledwie 71 egzemplarzy:
- 1998 - 5 sztuk
- 1999 - 8 sztuk
- 2000 - 4 sztuki
- 2001 - 1 sztuka
- 2002 - 1 sztuka
- 2003 - 11 sztuk
- 2004 - 14 sztuk
- 2005 - 7 sztuk
- 2006 - 20 sztuk

W 1999 model zdobył nagrodę "Złote Koła Komunikacji Miejskiej", którą przyznali organizatorzy III Wystawy Komunikacji Miejskiej w Łodzi.